# حاسوب مجموعة تعليمات معقدة

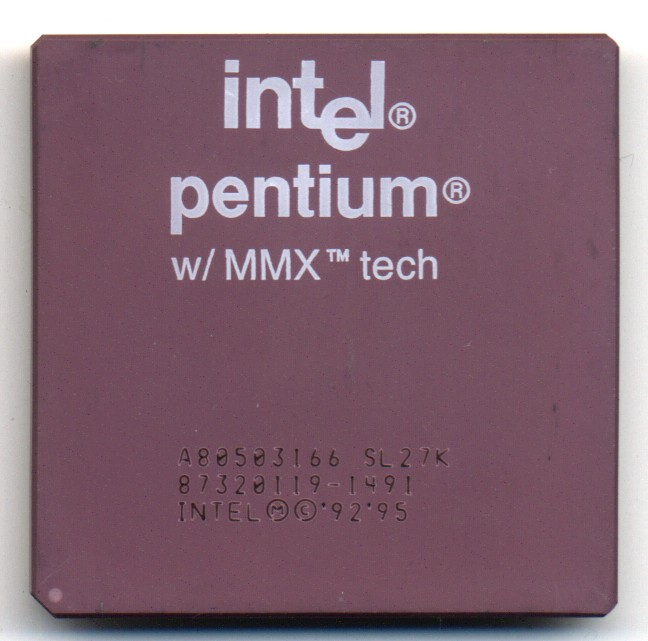

حاسوب مجموعة التعليمات المعقدة (بالإنجليزية: Complex instruction set computer)‏ هو حاسوب ذو مجموعة من التعليمات والأوامر المعقدة والتي فيها التعليمة الواحدة تقم بأداء العديد من العمليات المنخفضة في المعالج المركزي.
ولكن في عام 1980 أوصى عدد من مصممي أجهزة الحاسبات بأن يكون للحاسبات عدد أقل من التعليمات ذي البناء البسيط بحيث يمكن تنفيذها بسرعة أكبر من داخل وحدة المعالجة وبدون استعمال الذاكرة في الغالب، وهذا النوع من الحاسبات تم تصنيفه تحت أسم «حاسب مجموعة التعليمات المختزلة» أو RISC وهو اختصار للمصطلح Reduced Instruction Set Computer

## الخصائص الأساسية للحاسبات من نوع CISC
إن تصميم مجموعة التعليمات والأوامر لحاسب ما، يجب أن تأخذ في الاعتبار ليس فقط تركيبات لغة الماكينة وإنما أيضا المتطلبات اللازمة لاستخدام لغات المستوى الرفيع، ولأن الترجمة من لغة عالية المستوى إلى لغة الآلة تتم بواسطة برامج الترجمة Compiler فإن أحد أسباب الاتجاه لعمل مجموعة التعليمات المعقدة هو الرغبة في تبسيط عملية الترجمة Compilation وتحسين الأداء العام لجهاز الحاسب.
إن وظيفة المترجم Compiler هي توليد متتابعة من تعليمات الآلة لكل أمر من الأوامر المكتوبة بلغة عالية المستوى، هذه الوظيفة يمكن تبسيطها إذا كان هناك عدد من تعليمات الآلة التي تنفذ هذه الأوامر مباشرة، والهدف الأساسي والضروري لطريقة البناء بنظام CISC هو محاولة تقديم تعليمة آلة وحيدة Single Machine Instruction لكل أمر أو نص مكتوب باللغة عالية المستوى، ومن أمثلة أجهزة الحاسب المبنية على أساس CISC :-
- Digital Equipment Corporation VAX Computer
- IBM 370 Computer
- Intel x86 Processors
- إكس86-64

ولكن كلما زاد عدد التعليمات التي يتضمنها الحاسب كلما زادت الحاجة إلى دوائر منطقية أعقد لتنفيذ هذه الأوامر وربما سبب هذا إبطاء للعمليات الحسابية.
وهذه المعالجات تكون قادرة على معالجة التعليمات المعقدة وبالتالي تستطيع القيام بمهام شديدة التعقيد والصعوبة، ولكن نظراً لتعقيد تصميمها فإنها من الممكن أن تكون بطيئة.

## لمحة بسيطة عن الخصائص الأساسية للحاسبات من نوع RISC
إن مفهوم بناء الحاسبات من نوع RISC يتضمن محاولة لتقليل زمن التنفيذ Execution Time وذلك بتبسيط مجموعة التعليمات للحاسب، والخصائص الأساسية لهذه المعالجات من هذا النوع هي :-
1- عدد قليل نسبيا من التعليمات .
2- عدد قليل نسبيا من أساليب العنونة.
3- الوصول إلى الذاكرة محصور على تعليمات التحميل والتخزين.
4- جميع العمليات تجرى من خلال المسجلات الموجودة في وحدة المعالجة المركزية CPU
5- صيغة التعليمة ذات طول ثابت وسهل فك شفرتها.
6- تنفذ التعليمات في دورة وحيدة.
هذا ولكل من التقنيتين RISC و CISC مميزاته وعيوبه ولا زالت المقارنات تعقد بينهما لاختيار الأفضل حسب كل تطبيق.

## التقنية Cisc ومشكلتها مع ال Pipeline
البنية Complex-instruction-set computer CISC :
انتشرت في فترة السبعينيات، حيث أجبر بطء ذاكرة البرنامج program memory أو (PM) المصممين على محاولة تحسين الأداء عن طريق تزويد المعالج بمجموعة من التعليمات المعقدة ..حيث أن كل تعليمة معقدة كانت تستهلك العديد من نبضات الساعة. مما جعل ممر المعطيات يستهلك وقت كبير في معالجة هذه التعليمة المعقدة لذلك كان بحاجة إلى ذاكرة تسبقه للاحتفاظ بالتعليمات القادمة ريثما ينتهي من التعليمة التي يعالجها، أطلق على هذه الذاكرة اسم micro program memory أو (mPM)..هذا الأمر حرم على البنية CISC من استخدام أسلوب خط التجميع أنابيب التجزئة Pipelines .
البنية Reduced-instruction-set computer RISC: انتشرت في فترة الثمانينات كبديل عن استخدام التعليمات المعقدة والـ mPM..جميع التعليمات في البنية RISC هي تعليمات بسيطة وتنفذ خلال دورة ساعة واحدة، مما سمح لممر المعطيات Data Path باستخدام أسلوب خط التجميع pipeline (جلب تعليمات أخرى من ذاكرة البرنامج في نفس الوقت الذي تنفذ فيه التعليمة الحالية)...في هذه البنية استبدلت الذاكرة mPM بمرحلة تفسير Decoding للتعليمة القادمة من ذاكرة البرنامج PM.
إن السياسة التي تتبعها التقنية مجموعة تعليمات بنية الحاسب في خط التجميع pipe line هي: جلب - تفسير - تنفيذ - تخزين..هذه السياسة زادت من أداء المعالج Processor حيث تضاعفت سرعة التنفيذ عدة مرات عما كانت عليه في البنية CISC.
بسبب بساطة التعليمة، فإن كل تعليمتين في البنية مجموعة تعليمات بنية الحاسب تكافئ تقريباً تعليمة واحدة معقدة من البنية CISC.

## الوصلات الداخلية
- مجموعة تعليمات بنية الحاسب
- مجموعة التعليمات

## الوصلات الخارجية
- تعريف حاسب مجموعة التعليمات المعقدة من Webopedia